# 64 км (пост)
Пост 64 км — колійний пост Конотопської дирекції залізничних перевезень Південно-Західної залізниці. Код поста в ЄМР 326643. Код Експрес 2200456.
Розташований на лінії Бахмач-Гомельський —Хоробичі між станціями Мена (6 км) та Низківка (13 км). Відстань до Хоробичів — 71 км, до Бахмача-Гомельського — 64 км.
Пасажирського та вантажного значення не має.